# Tillandsia seideliana
Tillandsia seideliana är en gräsväxtart som beskrevs av Edmundo Pereira. Tillandsia seideliana ingår i släktet Tillandsia och familjen Bromeliaceae. Inga underarter finns listade i Catalogue of Life.